# إليونورا سيرز
إليونورا سيرز (بالإنجليزية: Eleonora Sears)‏ مواليد 28 أكتوبر 1881 في بوسطن - الوفاة 16 مارس 1968 في فلوريدا، الولايات المتحدة، كانت لاعبة كرة مضرب أمريكية وكانت تلعب باليد اليمنى. كما أنها إحدى بطلات الجراند سلام.

## النهائيات

### الفردي: 1 (الوصافة 1)
| الحصيلة | التاريخ | البطولة            | المنافس    | النتيجة  |
| الوصافة | 1912    | البطولات الأمريكية | ماري براون | 4–6, 2–6 |

### الزوجي المختلط: 2 (الألقاب 1, الوصافة 1)
| الحصيلة | التاريخ | البطولة            | الشريك         | المنافس                     | النتيجة        |
| الوصافة | 1912    | البطولات الأمريكية | وليام كلوثيير  | ماري براون آر نوريس ويليامز | 4–6, 6–2, 9–11 |
| الفوز   | 1916    | البطولات الأمريكية | ويليس إي ديفيس | فلورنسا بالين بيل تيلدن     | 6–4, 7–5       |

## روابط خارجية
- إليونورا سيرز على موقع قاعة مشاهير كرة المضرب الدولية (الإنجليزية)
- إليونورا سيرز على موقع بطولة ويمبلدون (الإنجليزية)
- إليونورا سيرز على موقع خلاصة التنس.كوم (الإنجليزية)